# Збірна Грузії з баскетболу
Збірна Грузії з баскетболу (груз. საქართველოს ეროვნული საკალათბურთო ნაკრები) — національна баскетбольна команда, яка представляє Грузію на міжнародній баскетбольній арені. Збірна контролюється Грузинською Федерацією баскетболу, яка організована 4 червня 1991, а з 1992 є членом FIBA. Першу офіційну гру зіграла проти Польщі в 1995.

## Історія

### Радянський період
До 1991 року Грузія була частиною Радянського Союзу, а гравці, народжені в Грузії, виступали за баскетбольну команду Радянського Союзу. Відомі гравці, що народилися в Грузії, які грали за Радянський Союз і завоювали медалі на Олімпійських іграх, чемпіонатах світу з футболу та Євробаскеті: Нодар Джорджікія, Отар Коркія, Гурам Мілашвілі, Володимир Угрехелідзе, Леван Мосешвілі, Зураб Сакандделідзе та Міхеіл Коркія.

### Незалежна Грузія
Здобувши незалежність від Радянського Союзу, грузинська національна команда неодноразово безуспішно намагалася претендувати на потрапляння до Євробаскету. Команда також виступала в дивізіоні В і отримала підвищення в 2009 після перемоги над білорусами в плей-оф. Після розширення Євробаскету в 2011 з 16 до 24 команд, Грузія вперше кваліфікувалась до змагань.
На першому турнірі для себе в 2011 в групі D грузини двічі виграли та тричі поступились і вийшли до наступного раунду, де зазнали три поразки.
На чемпіонаті Європи 2013 грузини виступили не так вдало здобули лише одну перемогу над поляками 84–67.
Кваліфікувались грузини і на чемпіонат 2015 року. У групі С вони здобули лише дві перемоги над македонцями 90–75, а в останньому турі над одними з фаворитів хорватами 71–58. В 1/8 фіналу вони поступились майбутнім фіналістам литовцям 81–85.
У кваліфікації 2017 грузини стали переможцями Група F та кваліфікувались на чемпіонат Європи 2017, де посіли 17-е місце.
На чемпіонаті Європи 2022 року грузини фінішували на 21-му місці.

## Статистика виступів

### Євробаскет
| Євробаскет  | Євробаскет                      | Євробаскет                      | Євробаскет                      | Євробаскет                      | Євробаскет | Євробаскет | Євробаскет |  |
| Рік         | Позиція                         | І                               | В                               | П                               | І          | В          | П          |  |
| ----------- | ------------------------------- | ------------------------------- | ------------------------------- | ------------------------------- | ---------- | ---------- | ---------- |  |
| 1935 — 1991 | Були частиною Радянського Союзу | Були частиною Радянського Союзу | Були частиною Радянського Союзу | Були частиною Радянського Союзу |            |            |            |  |
| 1993        | Не брали участь                 | Не брали участь                 | Не брали участь                 | Не брали участь                 |            |            |            |  |
| 1995        | Не брали участь                 | Не брали участь                 | Не брали участь                 | Не брали участь                 |            |            |            |  |
| 1997        | Не пройшли кваліфікацію         | Не пройшли кваліфікацію         | Не пройшли кваліфікацію         | Не пройшли кваліфікацію         | 15         | 6          | 9          |  |
| 1999        | Не пройшли кваліфікацію         | Не пройшли кваліфікацію         | Не пройшли кваліфікацію         | Не пройшли кваліфікацію         | 13         | 2          | 11         |  |
| 2001        | Не пройшли кваліфікацію         | Не пройшли кваліфікацію         | Не пройшли кваліфікацію         | Не пройшли кваліфікацію         | 5          | 2          | 3          |  |
| 2003        | Не пройшли кваліфікацію         | Не пройшли кваліфікацію         | Не пройшли кваліфікацію         | Не пройшли кваліфікацію         | 11         | 6          | 5          |  |
| 2005        | Дивізіон B                      | Дивізіон B                      | Дивізіон B                      | Дивізіон B                      | 6          | 4          | 2          |  |
| 2007        | Дивізіон B                      | Дивізіон B                      | Дивізіон B                      | Дивізіон B                      | 8          | 6          | 2          |  |
| 2009        | Дивізіон B                      | Дивізіон B                      | Дивізіон B                      | Дивізіон B                      | 10         | 9          | 1          |  |
| 2011        | 11-е місце                      | 8                               | 2                               | 6                               | 8          | 5          | 3          |  |
| 2013        | 17-е місце                      | 5                               | 1                               | 4                               | 8          | 6          | 2          |  |
| 2015        | 15-е місце                      | 6                               | 2                               | 4                               | 6          | 4          | 2          |  |
| 2017        | 17-е місце                      | 5                               | 2                               | 3                               | 6          | 5          | 1          |  |
| 2022        | 21-е місце                      | 5                               | 1                               | 4                               | 6          | 4          | 2          |  |
| Разом       | 5/14                            | 29                              | 8                               | 21                              | 102        | 59         | 43         |  |

- — країна-господар фінального турніру